# داستانی برای زمان حال
داستانی برای زمان حال یک رمان فرا داستانی از روت اوزکی است که توسط دو شخصیت روایت می‌شود، یک دختر شانزده ساله ژاپنی آمریکایی در توکیو که دفتر خاطرات خود را نگه می‌دارد و یک نویسنده ژاپنی آمریکایی ساکن جزیره ای در خارج از بریتیش کلمبیا که مدتی پس از سونامی ۲۰۱۱ که ژاپن را ویران کرد، در ساحل شسته شده دفتر خاطرات او را پیدا می‌کند.

## نقدها (انتخاب شده)
- نیویورک تایمز
- لس آنجلس تایمز
- واشینگتن پست
- هفته نامه ناشران